# San Carlos de Guaroa (ort)
San Carlos de Guaroa är en ort i Colombia.   Den ligger i departementet Meta, i den centrala delen av landet, 140 km sydost om huvudstaden Bogotá. San Carlos de Guaroa ligger 224 meter över havet och antalet invånare är 1 604.
Terrängen runt San Carlos de Guaroa är platt. Runt San Carlos de Guaroa är det mycket glesbefolkat, med 3 invånare per kvadratkilometer. Det finns inga andra samhällen i närheten. Omgivningarna runt San Carlos de Guaroa är huvudsakligen savann.